# Jaylen Brown
Jaylen Marselles Brown (Atlanta, 1996. október 24. –) amerikai válogatott kosárlabdázó, a Boston Celtics játékosa a National Basketball Associationben (NBA).
Atlantában született, a Wheeler Középiskola játékosa volt, McDonald’s All-American elismerést kapott, majd megválasztották állama és főcsoportja legjobb játékosának is. Ezt követően egy évet játszott egyetemen, a California Golden Bears játékosaként, megválasztották a Pac–12 főcsoport legjobb elsőévesének és beválasztották a legjobb csapatába is.
A 2016-os NBA-drafton a harmadik helyen választotta a Boston Celtics, ahol eddig egész pályafutását töltötte. A massachusettsi csapat színeiben dobóhátvéd és alacsonybedobó pozíciókon is játszott. 2023-ban először All-NBA csapatba választották, illetve háromszoros All Star is. 2022-ben vezetésével a döntőig menetelt a Celtics.
Brown amerikai válogatott. 2014-ben az U18-as csapat tagjaként Amerika-bajnok lett, de 2019-ben a felnőtt csapat játékosaként része volt az amerikai válogatott története legnagyobb kudarcának, hetedikek lettek a világbajnokságon.

## Statisztika

### Egyetem
| Év        | Csapat                  | JM | KM | JP/M | MG%  | 3P%  | BD%  | LP/M | GP/M | L/M | B/M | P/M  |
| --------- | ----------------------- | -- | -- | ---- | ---- | ---- | ---- | ---- | ---- | --- | --- | ---- |
| 2015–2016 | California Golden Bears | 34 | 34 | 27,6 | .431 | .294 | .654 | 5,4  | 2,0  | 0,8 | 0,6 | 14,6 |

### NBA

#### Alapszakasz
| Év         | Csapat         | JM  | KM  | JP/M | MG%  | 3P%  | BD%  | LP/M | GP/M | L/M | B/M | P/M  |
| ---------- | -------------- | --- | --- | ---- | ---- | ---- | ---- | ---- | ---- | --- | --- | ---- |
| 2016–2017  | Boston Celtics | 78  | 20  | 17,2 | .454 | .341 | .685 | 2,8  | 0,8  | 0,4 | 0,2 | 6,6  |
| 2017–2018  | Boston Celtics | 70  | 70  | 30,7 | .465 | .395 | .644 | 4,9  | 1,6  | 1,0 | 0,4 | 14,5 |
| 2018–2019  | Boston Celtics | 74  | 25  | 25,9 | .465 | .344 | .658 | 4,2  | 1,4  | 0,9 | 0,4 | 13,0 |
| 2019–2020  | Boston Celtics | 57  | 57  | 33,9 | .481 | .382 | .724 | 6,4  | 2,1  | 1,1 | 0,4 | 20,3 |
| 2020–2021  | Boston Celtics | 58  | 58  | 34,5 | .484 | .397 | .764 | 6,0  | 3,4  | 1,2 | 0,6 | 24,7 |
| 2021–2022  | Boston Celtics | 66  | 66  | 33,6 | .473 | .358 | .758 | 6,1  | 3,5  | 1,1 | 0,3 | 23,6 |
| 2022–2023  | Boston Celtics | 67  | 67  | 35,9 | .491 | .335 | .765 | 6,9  | 3,5  | 1,1 | 0,4 | 26,6 |
| 2023–2024† | Boston Celtics | 70  | 70  | 33,5 | .499 | .354 | .703 | 5,5  | 3,6  | 1,2 | 0,5 | 23,0 |
| 2024–2025  | Boston Celtics | 63  | 63  | 34,3 | .463 | .324 | .764 | 5,8  | 4,5  | 1,2 | 0,3 | 22,2 |
| Karrier    | Karrier        | 603 | 496 | 30,6 | .478 | .359 | .726 | 5,3  | 2,6  | 1,0 | 0,4 | 19,0 |
| All Star   | All Star       | 4   | 0   | 19,9 | .642 | .438 | .333 | 6,8  | 2,3  | 1,5 | 0,0 | 25,3 |

#### Rájátszás
| Év      | Csapat         | JM  | KM  | JP/M | MG%  | 3P%  | BD%  | LP/M | GP/M | L/M | B/M | P/M  |
| ------- | -------------- | --- | --- | ---- | ---- | ---- | ---- | ---- | ---- | --- | --- | ---- |
| 2017    | Boston Celtics | 17  | 0   | 12,6 | .479 | .217 | .667 | 2,1  | 0,8  | 0,4 | 0,1 | 5,0  |
| 2018    | Boston Celtics | 18  | 15  | 32,4 | .466 | .393 | .640 | 4,8  | 1,4  | 0,8 | 0,6 | 18,0 |
| 2019    | Boston Celtics | 9   | 9   | 30,4 | .506 | .350 | .767 | 5,8  | 1,1  | 0,7 | 0,2 | 13,9 |
| 2020    | Boston Celtics | 17  | 17  | 39,5 | .476 | .358 | .841 | 7,5  | 2,3  | 1,5 | 0,5 | 21,8 |
| 2022    | Boston Celtics | 24  | 24  | 38,3 | .470 | .373 | .763 | 6,9  | 3,5  | 1,1 | 0,4 | 23,1 |
| 2023    | Boston Celtics | 20  | 20  | 37.6 | .496 | .354 | .689 | 5,6  | 3,4  | 1,1 | 0,4 | 22,7 |
| 2024†   | Boston Celtics | 19  | 19  | 37,2 | .516 | .327 | .660 | 5,9  | 3,3  | 1,2 | 0,6 | 23,9 |
| 2025    | Boston Celtics | 11  | 11  | 36,5 | .441 | .333 | .758 | 7,1  | 3,9  | 1,0 | 0,3 | 22,1 |
| Karrier | Karrier        | 135 | 115 | 33,5 | .482 | .354 | .727 | 5,7  | 2,6  | 1,0 | 0,4 | 19,3 |